# Sajólászlófalva
Sajólászlófalva is een plaats (község) en gemeente in het Hongaarse comitaat Borsod-Abaúj-Zemplén. Sajólászlófalva telt 462 inwoners (2001).